# 愛のハチュピン
『愛のハチュピン』（あいのハチュピン、原題：사랑의 하츄핑）は、2024年の大韓民国のアニメーション映画で『キャッチ!ティニピン』の前日譚映画版。

## スタッフ
- 監督：キム・スフン
- 脚本：荒川稔久
- キャラクターデザイン：Kwangjin Cho、Dongjin Lee（LUNCHBOX）、Hyun Choi、Sueun Lee
- 音楽：Min Ho Dong（Studio MOJI）、Bo Mi Im、Nu Ri Lee、Minho Dong
- アニメーション制作：SAMG Entertainment
- 製作：「愛のハチュピン」製作委員会（SAMG Entertainment、KBS第2テレビジョン）

## 公開
韓国での公開は2024年8月7日。中国での公開は2024年9月15日。

## テレビ放送
韓国での放送はKBS第2テレビジョンにて2025年5月5日が放送された。